# Kepler-1647 b
Kepler-1647 b est une exoplanète circumbinaire appartenant au système de Kepler-1647, ayant une période orbitale d'environ 1 107 jours, et située à 3 700 années-lumière de la Terre (1 100 pc) dans la constellation du Cygne.

## Découverte
Son premier signalement remonte à 2012 et elle a été découverte par la méthode des transits. Le 13 juin 2016, l'Union américaine d'astronomie annonce qu'il s'agit de la plus grande planète circumbinaire découverte.

## Caractéristiques
Elle fait 483 ± 206 fois la masse de la Terre et 1,52 ± 0,65 fois la masse de Jupiter.
La planète orbite dans la zone habitable de son système stellaire, mais la planète étant une géante gazeuse, il est improbable qu'elle puisse abriter la vie, malgré tout la présence de lunes gravitant autour de cette planète et hébergeant la vie reste possible,.